# Teorema de la función abierta
En matemáticas, hay dos teoremas con el nombre "Teorema de la función abierta".

## Análisis funcional
En análisis funcional, el teorema de la función abierta, también conocido como el teorema de Banach-Schauder, es un resultado fundamental que establece: si A: X → Y es un operador lineal continuo sobreyectivo entre los espacios de Banach X y Y, entonces A es una función abierta (es decir si U es un conjunto abierto en X, entonces A(U) es abierto en Y).
La prueba utiliza el Teorema de categorías de Baire.
El teorema de la función abierta tiene dos consecuencias importantes:
- Si A: X → Y es un operador lineal continuo biyectivo entre los espacios de Banach X y Y, entonces el operador inverso A-1: Y → X es continuo también (esto se llama el teorema de la función inversa).

- Si A: X → Y es un operador lineal entre los espacios de Banach X y Y, y si para cada sucesión (xn) en X con xn → 0 y Axn → y se sigue que y = 0, entonces A es continuo (teorema de la gráfica cerrada).

## Análisis complejo
En análisis complejo, el teorema de la función abierta establece que si U es un subconjunto abierto conexo del plano complejo C y f: U → C es una función holomorfa no-constante, entonces f es una función abierta (es decir envía subconjuntos abiertos de U a los subconjuntos abiertos de C).
- Datos: Q944297